# موهان جوشي
موهان جوشي هو ممثل هندي (وحمل سابقاً جنسية الراج البريطاني)، ولد في 4 سبتمبر 1945 في الهند. من الجوائز التي نالها National Film Award – Special Jury Award (feature film) ‏ سنة 1999.

## جوائز
- National Film Award – Special Jury Award (feature film) [الإنجليزية]‏ (1999)

## وصلات خارجية
- موهان جوشي على موقع IMDb (الإنجليزية)
- موهان جوشي على موقع قاعدة بيانات الفيلم (الإنجليزية)